# Duboka (żupania dubrownicko-neretwiańska)
Duboka – wieś w Chorwacji, w żupanii dubrownicko-neretwiańskiej, w gminie Slivno. W 2011 roku liczyła 128 mieszkańców.